# Slough Feg
Slough Feg (également connu sous le nom de The Lord Weird Slough Feg) est un groupe de heavy metal, originaire de Pennsylvanie, formé pendant les années 1990, et résidant actuellement à San Francisco. Le groupe, dont le nom s'inspire du comics Sláine, fait paraître son premier album studio en 1996. Le groupe mélange les sonorités de groupe heavy metal traditionnel comme Iron Maiden, Brocas Helm et Thin Lizzy, et du groupe folk Skyclad.
L'album de Slough Feg, intitulé Traveller et commercialisé en 2003, est un album-concept inspiré du jeu de rôle éponyme. Avec la parution de leur album Atavism en 2005, le groupe écourte officiellement son nom en Slough Feg. Le guitariste Mike Scalzi explique que les membres du groupe s'appelaient toujours ainsi, et que l'ajout de « The Lord Weird » rendait plus difficile la recherche des albums Slough Feg en magasin. Slough Feg est actuellement en contrat avec le label Metal Blade Records.

## Biographie
Slough Feg est originaire de Pennsylvanie, mais se relocalise peu après à San Francisco, Californie, en 1990, dans l'espoir de faire revivre la scène heavy metal américaine. Le groupe compose trois cassettes démo au début des années 1990 avant de faire paraître son premier album. Le bassiste Justin Phelps quitte le groupe peu après. En 1998, le label européen Dragonheart Records signe avec Slough Feg et le groupe fait paraître son second album, Twilight of the Idols en 1999. Le groupe fait ensuite paraître Down Among the Deadmen en 2000, et Traveller en 2003.
En 2005, le groupe signe au label italien Cruz del Sur et fait paraître son cinquième album, Atavism. Le groupe écourte officiellement son nom en « Slough Feg » après la parution de l'album. À la suite de cela, John Cobbett quitte le groupe en bons termes, et se voit remplacer par Angelo Tringali en janvier 2005. À cette même période, le batteur Greg Haa quitte le groupe pour des raisons personnelles puis il est remplacé par Antoine Reuben-Diavola. En 2007, le groupe fait paraître son sixième album (leur second avec Cruz del Sur), Hardworlder, enregistré et produit avec l'ancien bassiste Justin Phelps. En 2008, ils font paraître The Slay Stack Grows au label Shadow Kingdom Records. Il s'agit d'un double-CD composé de vieilles démos et d'enregistrements live.
Le groupe participe à une tournée en Europe et aux États-Unis, avec des dates de tournées situées entre 2005 et 2006 ; ils participent également à la première édition du festival Alehorn of Power de Chicago, dans l'Illinois. En janvier 2013, Slough Feg signe au label Metal Blade Records. Après avoir fait paraître son single Laser Enforcer, Slough Feg se prépare pour un nouvel album, Digital Resistance qui paraîtra le 8 février 2014.
En 2019 Slough Feg sort son nouvel album sur Cruz Del Sur Records: New Organon.
Depuis 2020, le groupe publie des podcast radios sur leur site internet appelés Slough Feg Radio.

## Discographie
- The Lord Weird Slough Feg (1996)
- Twilight of the Idols (1999)
- Down Among the Deadmen (2000)
- Traveller (2003)
- Atavism (2005)
- Hardworlder (2007)
- The Slay Stack Grows (2008 ; compilation)
- Ape Uprising! (2009)
- The Animal Spirits (2010)
- Made in Poland (2011 ; album live)
- Digital Resistance (2014)
- New Organon (2019)

## Membres

### Membres actuels
- Michael Scalzi – guitare, chant (depuis 1990)
- Angelo Tringali – guitare (depuis 2005)
- Adrian Maestas – basse (depuis 2001)
- Harry Cantwell – batterie (depuis 2007)

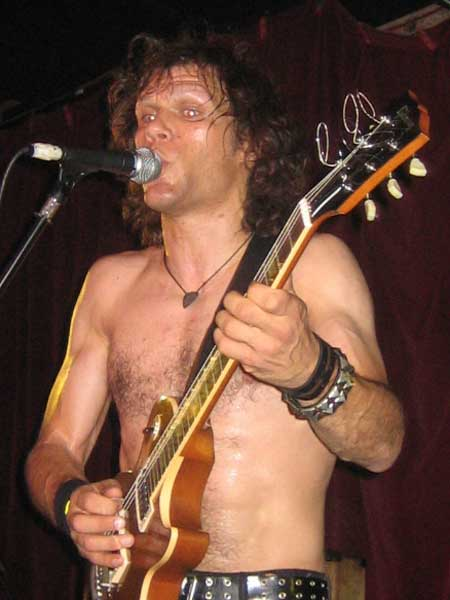
Mike Scalzi
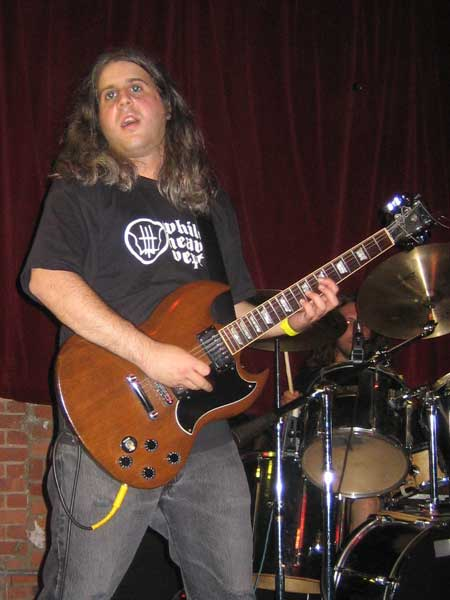
Angelo Tringali
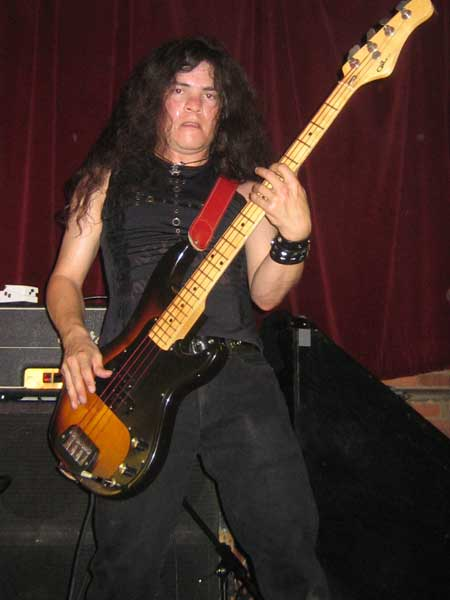
Adrian Maestas

### Anciens membres
- Omar Herd – chant
- Chris Haa – guitare
- Andrew Sebba – guitare
- John Cobbett – guitare
- Justin Phelps – basse
- Scott Beach – basse
- Jon Torres – basse
- Jim Mack – basse
- Dave Passmore – batterie
- Stu Kane – batterie
- Greg Haa – batterie
- Antoine Reuben-Diavola – batterie